# Krzysztof Mikołajczak
Krzysztof Mikołajczak (ur. 5 października 1984 w Warszawie) – polski szpadzista, brązowy medalista mistrzostw świata, pięciokrotny medalista mistrzostw Europy, indywidualny mistrz Polski. 
Absolwent XXI Liceum Ogólnokształcącego im. Hugona Kołłątaja w Warszawie, Wydziału Farmaceutycznego Warszawskiego Uniwersytetu Medycznego i studiów podyplomowych na kierunku Metodologia Badań Klinicznych na Warszawskim Uniwersytecie Medycznym.

## Kariera sportowa
W 2003 roku zdobył drużynowo brązowy medal na mistrzostwach świata juniorów w Trapani. Wynik ten powtórzył na rozgrywanych rok później na mistrzostwach świata juniorów w Płowdiwie.
Podczas mistrzostw świata w Antalyi w 2009 roku Polacy w składzie: Krzysztof Mikołajczak, Tomasz Motyka, Radosław Zawrotniak i Adam Wiercioch zdobyli brązowy medal w zawodach drużynowych. Był też między innymi czwarty w rywalizacji drużynowej na mistrzostwach świata w Budapescie (2013) oraz piąty drużynowo i szósty indywidualnie na mistrzostwach świata w Turynie (2006).
Zdobył srebrny medal w turnieju drużynowym na mistrzostwach Europy w Kopenhadze (2004). Drużynowo zdobył też złoto na mistrzostwach Europy w Zalaegerszeg (2005) oraz srebro na mistrzostwach Europy w Izmirze (2006) i mistrzostwach Europy w Gandawie (2007). Ponadto zdobył brązowy medal w turnieju indywidualnym na mistrzostwach Europy w Zagrzebiu (2013).
Nigdy nie wziął udziału w igrzyskach olimpijskich.
W mistrzostwach Polski zdobył indywidualne mistrzostwo Polski w 2005 oraz trzykrotnie brązowy medal w turnieju indywidualnym (2003, 2007, 2009), raz wicemistrzostwo Polski drużynowo (2014) i raz brązowy medal w turnieju drużynowym (2004).